# Vivian Fine
Viviane Fine (Chicago, 28 de setembre de 1913 – Bennington, 20 de març de 2000) va ser una compositora i intèrpret estatunidenca. Va ser nena prodigi i posteriorment es va convertir en una prolífica compositora d'obres per a veu, ballet, orquestra, obres de cambra, etc., a més de concertista de piano. Va ser l'única dona que va formar part del Grup de Joves Compositors de Aaron Copland i va escriure per a coreògrafs com Martha Graham.

## Biografia

### Infantesa i joventut
Fine va començar els estudis de piano amb la seva mare quan tenia 5 anys. Amb aquesta mateixa edat va entrar al Chicago Musical College. Els seus primers professors de piano van ser Djane Lavoie-Herz (1924–6) i Abby Whiteside (1937–45). Als 12 anys va començar estudis de teoria i harmonia amb Ruth Crawford (1926–8) i als 13 va començar a compondre.
Quan tenia 16 anys va fer el seu debut com a compositora. Les seves obres, entre les quals Solo for Oboe, van ser interpretades a Chicago, a la Pan-American Association of Composers i a la International Society of Contemporary Composers concert de Dessau Al 1931, es va traslladar a Nova York, on va actuar com a pianista acompanyant i compositora per companyies de dansa dirigides per Doris Humphrey, Charles Weidman i Hanya Holm.
Un any després, sent membre del Young Composers' Group, va participar en la primera edició del Yaddo Festival of Contemporary American Music. Més tard, va estudiar teoria i harmonia amb Roger Sessions (1931-42). Al 1933 es va publicar la seva obra Four Songs a la New Music Edition.

### Vida adulta
També va estudiar orquestració amb George Szell (1943). Fine va ser una de les fundadores de the American Composers Alliance i del 1961 al 1965 en va ser vicepresidenta.
Va exercir la docència en centres com la New York University, la Juilliard School of Music i la New York State University a Potsdam. A partir del 1964 va ser membre de la facultat del Bennington College. Fine va ser directora musical de la Rothschild Foundation des del 1953 al 1960, i va rebre el Dollard Award al 1966 i un Ford Foundation Award al 1970. Al 1980 li van concedir un Guggenheim Fellowship i va ser elegida per l'American Academy and Institute of Arts and Letters.

## Estil compositiu
L'estil compositiu de Vivian Fine es caracteritza per adoptar una diversitat de tècniques. El seu estil primerenc es pot descriure com a contrapunt modernista flexible rítmicament. A Nova York, el seu llenguatge musical es torna més tonal: alguns exemples són The Race of Life (1937) i Concertante (1944). Més tard, retorna a un estil lliurement dissonant amb obres com The Great Wall of China (1947–8) i A Guide to the Life Expectancy of a Rose (1956). També experimenta amb l'estratificació caleidoscòpica a Paean (1969), Missa brevis (1972) i Teishō (1975). Momenti (1978) i Lieder (1980) transforma les expressions musicals de Schubert i Wolf. Double Variations (1982) i Toccatas and Arias (1986) explora el procediment contrapuntístic de la inversió retrograda. A l'oratori Meeting for Equal Rights 1866 (1976) i a les òperes The Women in the Garden (1977) i The Memoirs of Uliana Rooney (1993) va posar textos de problemes de dones.
Henry Brant va dir:“No two Fine pieces are alike either in subject matter or instrumentation; each new work appears to generate its own style appropriate to the subject, and there are no mannerisms which persist from work to work.” 
Un tret distintiu de l'obra de Fine és el sentit de l'humor. El mostra com un element important en obres com 
The Race of Life, Memoirs of Uliana Rooney o com una secció d'humor o referència dins d'una peça més seriosa; és el cas de The Women in the Garden o Songs and Arias.

## Obra (seleccionada)

### Orquestral
- Concertante (1944)
- Alcestis (suite; 1960)
- Drama (1982)
- Poetic Fires (1984)

### Música de cambra

#### 4 instruments o més
- Capriccio (1946)
- String Quartet (1957)
- Concertino (1965)
- Chambrer Concert (1966)
- Quintet (1967)
- Brass Quartet(1978)
- Quintet (de Drama, 1984)
- Dancing Winds (1987)
- Madrigali spirituali (1989)
- Hymns (1991)

#### 2–3instruments
- 4 Pieces (1930)
- Sonata (1952)
- Duo (1961)
- Fantasy (1962)
- Lieder (1979)
- Music for Flute, Oboe, Cello (1980)
- Pianoforte Trio (1980)
- Sonata (1986)
- Emily’s Images (1987)
- Portal (1990)
- Songs and Arias(1990)

#### Música per apianoforte
- 5 Preludes (1939–41)
- Sinfonia and Fugato (1952)
- 4 Pieces (1966)
- Momenti (1978)
- Double Variations (1982)
- Toccatas and Arias (1986)
- Toccatas and Arias (1987)

#### Altres instruments sols
- Variations (1953)
- Melos (1964)
- The Song of Persephone (1964)
- The Flicker (1973)

### Vocal

#### Coral
- Paean (1969)
- Sounds of the Nightingale (1971)
- Meeting for Equal Rights 1866 (1975)
- Teishō (1975)
- Oda a las ranas (P. Neruda;1980)

#### Música per a veu solista i instruments
- The Great Wall of China (1947)
- A Guide to the Life Expectancy of a Rose (1956)
- Missa brevis (1972)
- Ode to Pucell (1984)
- 5 Victorian Songs (1988)
- Asphodel (1988)

#### Música per a veu i pianoforte (llevat que estigui indicat d'una altra manera)
- 4 Elizabethan Songs (1937–41)
- 2 Neruda Poems (Neruda; 1971)
- Canticles for Jerusalem (1983)
- Inscriptions (Whitman; 1986)
- The Garden of Live Flowers (L. Carroll; 1988)